# Analisi dei cloruri
L'analisi dei cloruri in soluzione, qualitativa e quantitativa, è alla base di molte determinazioni di carattere ambientale, industriale e clinico.

## Riconoscimento qualitativo

### Saggio del nitrato d'argento
Alla soluzione da analizzare viene aggiunta qualche goccia di soluzione di nitrato d'argento; la comparsa di un intorbidamento o di un precipitato bianco caseoso indica la presenza di cloruri.
Poiché altri sali d'argento possono precipitare, si conferma che l'anione è un cloruro aggiungendo qualche goccia di ammoniaca in soluzione acquosa diluita: l'intorbidamento (o il precipitato) bianco scompare e la soluzione torna limpida secondo lo reazione
AgCl + 2NH3 → Ag(NH3)2+ + Cl-
Per acidificazione con acido nitrico il complesso viene distrutto e la soluzione si intorbida (o precipita) di nuovo.
Gli interferenti principali sono il bromuro e lo ioduro che formano analoghi precipitati di colore giallo.

### Saggio della miscela cromica
In una provetta si inserisce una punta di spatola di sostanza e pochi mL di miscela cromica, si monta un tubo da sviluppo riempito di NaOH e si scalda sul becco Bunsen. Si forma il cloruro di cromile che è volatile:
CrO3 + HCl → CrO2Cl2 + H2O
in ambiente basico si trasforma in cromato:
CrO2Cl2 + 4OH− → CrO42− + 2Cl− + 2H2O
la comparsa della colorazione gialla indica la positività del saggio.
Interferiscono con il saggio bromuri e fluoruri che hanno un comportamento analogo e nitriti, nitrati e iodati che impediscono il formarsi del cloruro di cromile.

### Potere ossidante del cloro
Il saggio viene effettuato ossidando i cloruri a cloro che viene rivelato da un indicatore redox (o-toluidina). In pratica si aggiunge alla soluzione analita acido solforico e alcuni cristalli di KMnO4, per far avvenire la reazione occorre scaldare a bagnomaria. In presenza di cloruri si sviluppa cloro che esce dalla provetta se avvicinando un pezzo di carta da filtro bagnato di indicatore si forma una macchia blu allora il saggio è positivo.

## Analisi quantitativa
I principali metodi per dosare quantitativamente lo ione cloruro in soluzione sono basati sulla titolazione con nitrato d'argento. Differiscono tra loro per come viene rilevato il punto finale della reazione.

### Titolazione elettrochimica
Tra i metodi più diffusi per rilevare il punto finale della reazione, vi è l'utilizzo di un elettrodo d'argento collegato ad un potenziometro. In accordo all'equazione di Nernst il potenziale elettrico registrato dall'elettrodo è funzione della concentrazione di ioni Ag+
{\displaystyle E=E^{0}+{\frac {0.05916}{n}}\log {\frac {[{\mbox{Ag}}^{+}]}{[{\mbox{Ag}}]}}}
dal momento che la concentrazione di argento metallico può essere approssimata costante. Ciò significa che finché nella soluzione sono presenti ioni cloruro liberi, questi sottrarranno all'ambiente gli ioni Ag+ aggiunti durante la titolazione facendoli precipitare come cloruro d'argento, quando tutti gli ioni cloruro saranno precipitati (con la minima eccezione di quelli in soluzione per via del prodotto di solubilità del cloruro d'argento), l'ulteriore aggiunta di nitrato d'argento provocherà un brusco aumento del potenziale elettrico registrato dall'elettrodo. Il punto finale sarà il punto di tale brusco aumento, rilevato studiando la derivata prima o seconda dell'andamento del potenziale elettrico contro il volume di nitrato d'argento aggiunto al campione.
Oggi il dosaggio del nitrato d'argento, rilevamento del potenziale e del punto finale vengono eseguiti automaticamente da apparecchi titolatori automatici e dal loro software; tali apparecchi consentono anche l'esecuzione in serie di analisi simili in maniera completamente automatizzata.

### Argentometria classica
Il titolante viene sgocciolato dalla buretta nella beuta contenente l'analita e il punto di fine titolazione può essere rivelato principalmente in tre modi (con cui si distinguono i vari tipi di argentometria). Può essere effettuata una titolazione diretta usando un indicatore di precipitazione che è il cromato di potassio oppure uno di adsorbimento (fluoresceina); mentre per la retrotitolazione si utilizzano tiocianato e allume ferrico.